# Pius V
El papa Pius V, nascut Antonio (alias Michele) Ghislieri (Bosco Marengo, 17 de gener de 1504 - Roma, 1 de maig de 1572), va ser el 225è bisbe de Roma i papa de l'Església Catòlica, sobirà dels Estats Pontificis, entre altres títols pertanyents a el pontífex romà, des del 7 de gener de 1566 fins a la seva mort.
Teòleg i inquisidor dominic, va treballar per la reforma de l'Església segons els dictats del Concili de Trento. Amb sant Carles Borromeu i sant Ignasi de Loiola és considerat entre els principals arquitectes i promotors de la Contrareforma. Durant el seu pontificat es va publicar el nou Missal romà, el Breviari i el Catecisme, es van realitzar revisions de la Vulgata i del Corpus Iuris Canonici.
Intransigent tant en el govern dels Estats Pontificis com en la política exterior, va basar la seva acció en la defensa del catolicisme de l'heretgia i en l'ampliació dels drets jurisdiccionals de l'Església; en un intent d'ajudar a l'ascens de la catòlica Maria Estuard al tron anglès, va excomunicar Elisabet I d'Anglaterra.
La seva figura està vinculada a l'establiment de la Lliga Santa i a la victoriosa batalla de Lepant (1571). Va ser beatificat el 1672 pel papa Climent X i canonitzat el 22 de maig de 1712 pel papa Climent XI.

## Biografia

### Família i educació
Antonio Ghislieri va néixer a Bosco (avui Bosco Marengo, a la província d'Alessandria; a l'època un poble pertanyent a la diòcesi de Tortona i al ducat de Milà), fill de Paolo i Dominina Augeri. El seu pare, pastor d'ovelles, era pobre, i l'accés als estudis del jove Antonio es va permetre gràcies al suport econòmic d'un benefactor veí, un tal Bastone. Els escrits genealògics que van florir després de la seva elecció al tron papal, sense negar la mala condició de naixement de Ghislieri, van intentar ennoblir els seus orígens connectant la seva família amb la poderosa casa bolonyesa del mateix nom, l'exili de la qual a mitjans del segle xv hauria explicat el presència dels seus membres al llunyà Bosco i la seva decadència; aquesta genealogia, però, no va ser mai provada documentalment. Tanmateix, hi ha constància de la presència de la família Ghislieri a la zona de Bosco des del segle xiv, molt abans de 1445, data de l'exili de l'hipotètic avantpassat Lippo de Tommaso Ghislieri de Bolonya; el mateix Girolamo Catena, autor de la seva primera biografia, de caràcter decididament celebrador, va qüestionar per la mateixa raó els orígens bolonyesos dels Ghislieri di Bosco. Pius V va contribuir a confirmar aquesta ascendència tradicional bolonyesa adoptant com a escut l'antiga arma dels Ghislieri bolonyesos i, com a papa, afavorint la carrera eclesiàstica del seu presumpte parent Giovanni Pietro Alessandri, emparentat maternalment amb els Consellers, branca de fet descendent. dels Ghislieri de Bolonya que havia canviat de nom. A instàncies de Pius V, Alessandri, que ja havia assumit el cognom de la seva mare, va canviar el seu cognom pel de Ghislieri: d'aquesta manera, el papa també es va "emparentar" oficialment amb el cardenal Giovanni Battista Consiglieri, el seu oncle matern d'Alessandri.

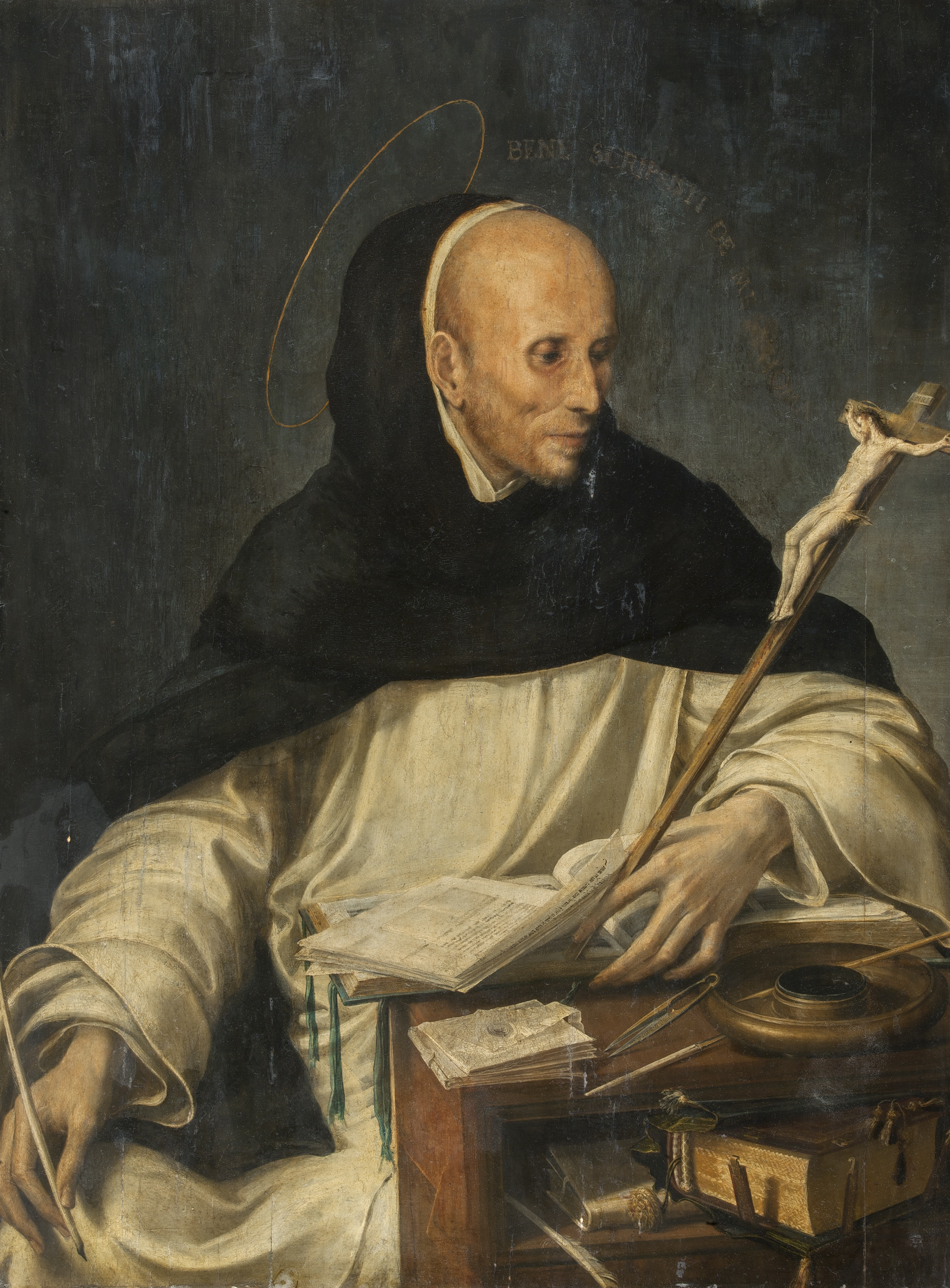
Retrat d'un frare disfressat de sant Tomàs d'Aquino de Girolamo Mazzola Bedoli (1543) conservat a la Pinacoteca di Brera. El frare s'identifica amb el dominic Michele Ghislieri, potser retratat durant la seva estada a Parma.

Després dels seus primers estudis a la seva ciutat natal, Antonio va ingressar al convent dominic de Voghera a l'edat de catorze anys, prenent el nom de Michele. Més tard va completar el seu noviciat al convent de Vigevano, on va fer els vots solemnes el 1519 i va completar la seva formació humanística i teològica al studium conventual. Destacat pels seus superiors per la seva extraordinària vivacitat d'intel·lecte i austeritat de vida, va ser enviat al studium teològic de la Universitat de Bolonya, on va rebre una sòlida preparació en un estil estrictament tomista. Després d'haver acabat els seus estudis de filosofia i teologia a Bolonya, va ensenyar com a "lector principal" al convent de Casale de San Domenico, a l'església renaixentista del qual va fer el seu retrat realitzat al segle xviii per la pintora de Torí Maria Clementi, coneguda com la Clementina, i es conserva un gran llenç de la batalla de Lepant pintat el 1626 pel pintor trinès Giovanni Crosio. El 1528 va ser ordenat sacerdot a Gènova pel cardenal Innocenzo Cybo.

### La carrera eclesiàstica

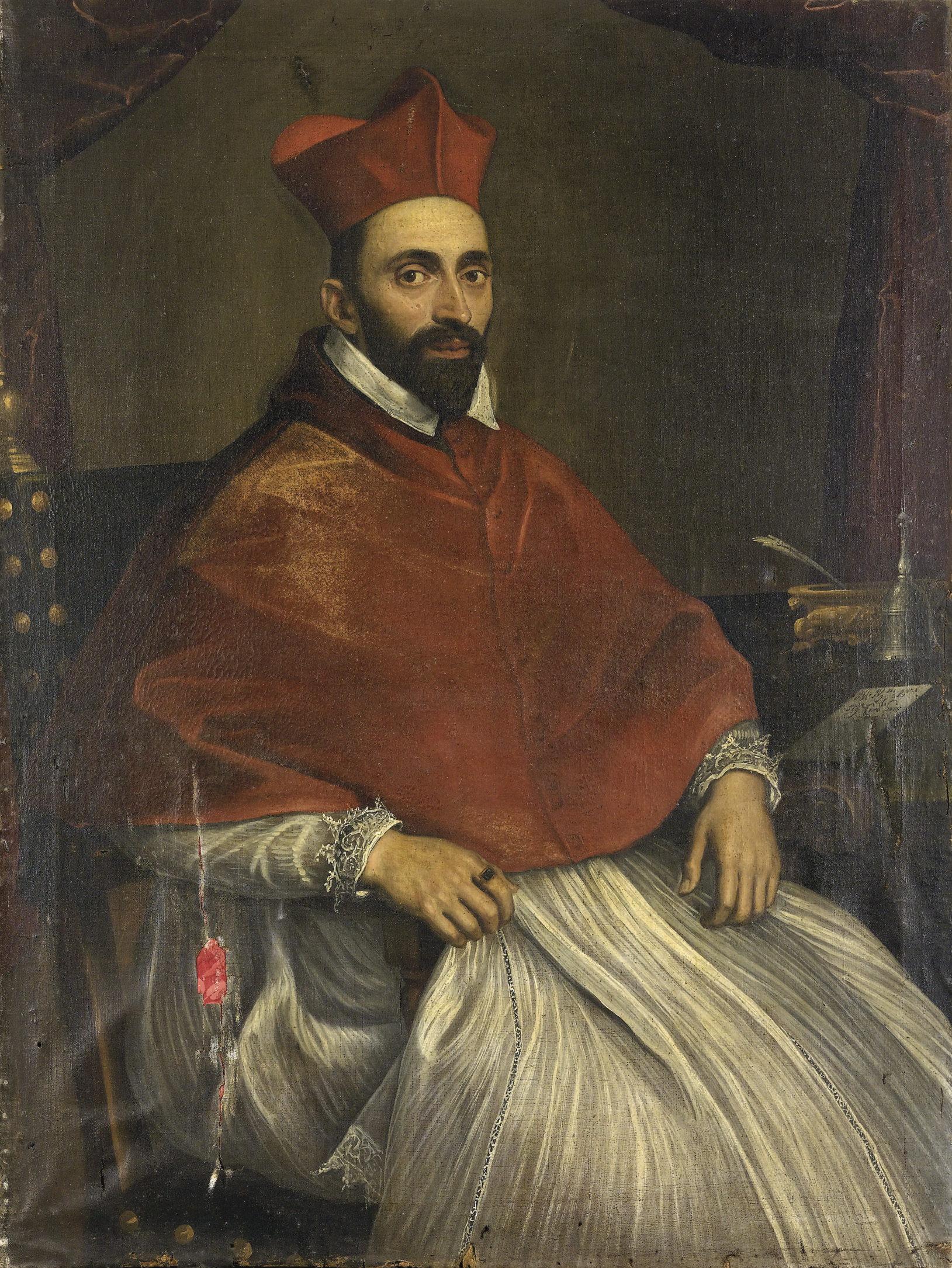
El cardenal Ghislieri interpretat per Domenichino

L'11 d'octubre de 1542 va ser nomenat comissari i vicari inquisitorial de la diòcesi de Pavia, rebent així el seu primer encàrrec en l'activitat a la qual es dedicaria amb totes les seves energies fins a la seva mort. L'any següent, a Parma, va assolir protagonisme pronunciant les conclusions públiques del capítol provincial, consistent en trenta-sis tesis contra l' heretgia luterana.
En virtut de la seva conducta vital exemplar, va ser nomenat inquisidor a Como (1550) i després, a instàncies del papa Juli III, va tenir la mateixa qualificació a Bèrgam, on va ser nomenat per dur a terme una investigació sobre el bisbe Vittore Soranzo, sospitós d'heretgia. El 5 de desembre de 1550, la residència de Ghislieri va ser assaltada i l'inquisidor es va veure obligat a fugir a Roma, on va arribar el 24 de desembre i va aconseguir lliurar els documents relatius a Soranzo al cardenal Gian Pietro Carafa. Precisament gràcies a la intercessió del cardenal Carafa, Ghislieri va ser nomenat comissari general de la Inquisició romana el 3 de juny de 1551, s'ocupà immediatament dels judicis contra els cardenals Reginald Pole, Giovanni Morone i contra l'humanista florentí Pietro Carnesecchi.
L'elecció com a pontífex del cardenal Gian Pietro Carafa, el seu protector, en el conclave de maig de 1555, va marcar un punt d'inflexió en el cursus honorum de Ghislieri. Pau IV el va nomenar president de la comissió encarregada d'elaborar l'Índex de llibres prohibits i el 4 de setembre de 1556 el va nomenar bisbe de Sutri i Nepi i inquisidor general a Milà i Llombardia. Fra' Michele va rebre l'ordenació episcopal el 14 de setembre del cardenal Giovanni Michele Saraceni i l'any següent va ser creat cardenal amb el títol de Santa Maria sopra Minerva, una església dominica especialment elevada al títol cardenalici.
El 14 de desembre de 1558, al consistori, Pau IV va nomenar el cardenal Ghislieri "Gran Inquisidor de la Santa Romana i Inquisició universal" amb facultats il·limitades i ad vitam. L'any següent, a la mort del pontífex, Ghislieri va participar en el seu primer conclave, unint-se al partit proper als Carafa. Després de donar suport a la candidatura del cardenal Antonio Carafa, va donar suport a Giovanni Angelo Medici, que va ser elegit amb el nom de Pius IV. Ghislieri va ser confirmat en el seu paper d'inquisidor, però les diferències amb el pontífex, allunyat de la línia intransigent del seu predecessor, el van portar a ser nomenat bisbe de Mondovì el 17 de març de 1560, on es va traslladar; va prendre possessió de la diòcesi el 4 de juny de 1561.
Com a cardenal, va guanyar reputació per l'intent de restablir la moral de la vida eclesiàstica i la lluita contra la Reforma luterana i contra les doctrines i creences que l'Església considerava heretgies. Va lluitar contra el nepotisme i va retreure al papa Pius IV que volgués nomenar cardenal un parent seu de tretze anys, o que volgués fer tresorer de la Santa Seu un dels seus nebots.

### El conclave de 1565-1566
A la mort de Pius IV, va entrar al conclave amb el suport del cardenal Carlo Borromeo, sent elegit el 7 de gener de 1566, coronat el 17 de gener (el seu 62è aniversari) per Giulio Della Rovere, cardenal protodiaca i va prendre possessió de la Basílica de Sant Joan del Laterà el 27.
Va ser el tercer frare dominic que va pujar al tron papal. Abans d'ell, havia estat elegit el cardenal Pietro di Tarantasia, que va prendre el nom d'Innocenci V (febrer-juny de 1276) i el cardenal Nicola (o Niccolò) de Boccassio, que va prendre el nom de Benet XI (1303-1304). Després d'ell, un quart dominic, Pietro Francesco Orsini, va ser elegit papa amb el nom de Benet XIII (1724-1730).

### El pontificat

#### Relacions amb les institucions de l'Església

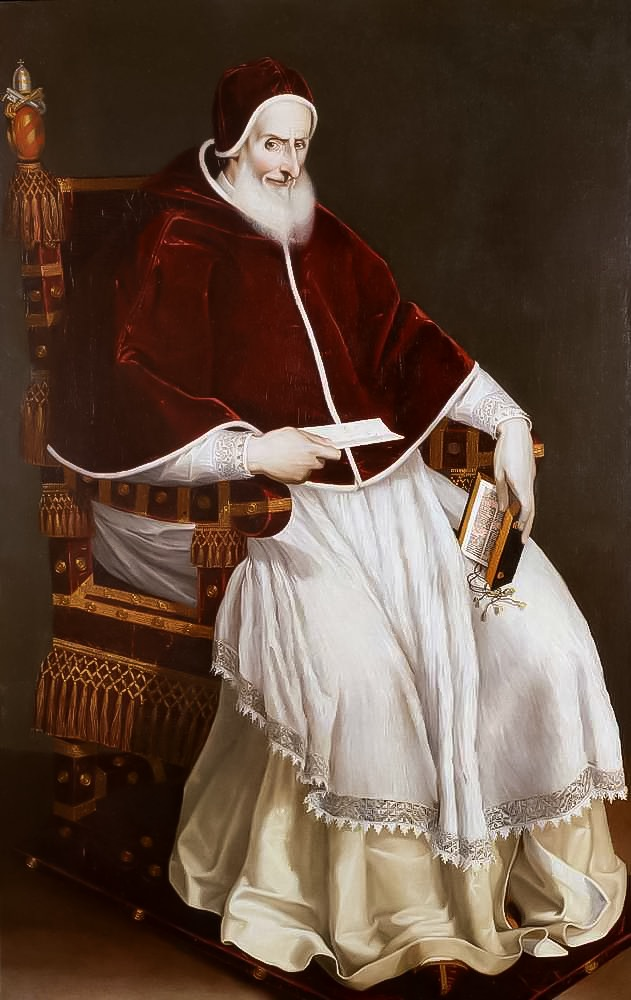
Pius V, retrat de Scipione Pulzone

##### Inquisició romana
Pius V va triar una nova seu per a la congregació, després que l'anterior hagués estat destruïda a la mort de Pau IV. Tenia molt en compte la feina dels inquisidors i de vegades assistia personalment a les reunions. Va reorganitzar els poders dels cardenals inquisidors en la butlla Cum felicis recordationis. El 1571 va establir la Sagrada Congregació de l'Índex de Llibres Prohibits, atorgant-li l'encàrrec exclusiu d'actualitzar la llista de llibres sotmesos a censura eclesiàstica, separant-la dels poders de la Inquisició. Durant el seu pontificat, van tenir lloc els judicis dels humanistes Pietro Carnesecchi i Aonio Paleario , ambdós acabats en una condemna a mort (el 1567 i el 1570 respectivament). En el marc de la revisió del "procés Carafa", fou executat l'estudiós Niccolò Franco (a qui s'atribueix, entre altres coses, una famosa pasquinada), penjat a la plaça pública l'11 de març de 1570).
Ordres religiosos
- Pius V va regular la clausura dels ordes monàstics femenins amb la butlla Circa pastoralis officii de l'1 de febrer de 1566.
- Amb la butlla Regularium personarum va imposar la prohibició als habituals de residir fora de convents i monestirs i de passar d'un orde a un altre.
- Va decretar la supressió de l'orde religiós dels Umiliati, que a Milà s'oposava a les reformes realitzades per l'arquebisbe Carles Borromeu (bulle del 7 de febrer de 1571).
- Va suprimir la congregació eremítica de Fonte Avellana, agregant la comunitat a l'orde camaldolesa.

Agustins descalços
Amb la carta apostòlica Lubricum vitae genus del 17 de novembre de 1568, el pontífex va imposar als monjos ermitans que es reunissin seguint el sacerdot Filippo Dulcetti l'any 1517 a unir-se a algun orde ja aprovat (i van triar l'orde dels agustins).
Carmelites
Amb la butlla Superna dispositione del 18 de febrer de 1566 Pius V va aprovar tots els privilegis, indulgències i gràcies atorgats a l'orde carmelita, inclòs el privilegi del dissabte El 1567 amb el breu Superioribus mensibus el pontífex va sotmetre els carmelitans als bisbes que havien de ser assistit en la seva tasca per un petit grup de dominics;
Dominics
El 1566 va promoure la construcció del convent dominic de Santa Croce e Ognissanti a Bosco Marengo, que en les seves intencions hauria d'haver constituït el centre d'una ciutat de nova fundació, així com el seu lloc de sepultura.
Franciscans
Amb la butlla Illa nos cura (23 de juny de 1568), Pius V va imposar al capítol d'una província el nomenament d'un superior provincial procedent d'una altra província. A més, per tal de salvaguardar les capelles de la Porciúncula, del Transito i del Roseto i altres llocs sagrats per la memòria de sant Francesc, així com per acollir els nombrosos pelegrins que venien a visitar-los d'arreu, l'any 1569 va donar la per tal de construir una Assís la gran Basílica de Santa Maria dels Àngels, acabada l'any 1679;
Jesuïtes
Amb la butlla Dum indefessae (1571) acordà la recollida d'almoines per a sostenir l'orde;
Ordres religiosos de cavalleria
Pius V va confirmar els privilegis atorgats a la "Societat de croats per a la protecció de la Inquisició" i els va ordenar defensar les accions de la Inquisició (1570). Va establir que l'orde dels Sants Maurici i Llàtzer hauria de mantenir en general els privilegis obtinguts abans del pontificat del seu predecessor Pius IV; també va confirmar que l'elecció del gran mestre la feien els cavallers, amb l'aprovació papal.

#### Decisions en matèria teològica
- L'1 d'octubre de 1567 va publicar la butlla Ex omnibus afflictionibus amb la qual va condemnar com a herètiques 79 tesis de l'humanista i teòleg belga Michele Baio;
- El novembre de 1570 va prohibir la discussió de la Immaculada Concepció de Maria.
- Sant Pere Canisi, per encàrrec papal, va refutar la Historia Ecclesiae Christi, coneguda com El segle de Magdeburg, la primera història eclesiàstica tendenciosa escrita pels protestants.
- Va declarar Doctor de l'Església Tomàs d'Aquino, dominic.

#### Decisions en matèria litúrgica
- Pius V va introduir la devoció del rosari amb la butlla Consueverunt Romani Pontifices del 17 de setembre de 1569[13]
- En execució dels decrets del Concili de Trento, Pius V va emetre la constitució apostòlica Quo primum tempore (14 de juliol de 1570), amb la qual va establir la forma definitiva de la Santa Missa mitjançant la publicació de l'edició reformada i unificada del Missal romà, conegut com el "Missal de Sant Pius V" o el "Missal tridentí".
- El 1568 , amb la butlla Quod a Nobis, va promulgar el Breviari romà reformat (també conegut com a Breviari de Sant Pius V), imposant-lo a tot el clergat catòlic laic i regular.
- També es van modificar i corregir les oracions dedicades a la Santíssima Verge Maria (Officium Beatae Mariae Virginis, 5 d'abril de 1571)
- Va presentar els dos himnes Salvete flores martyrum i Audit tyrannus anxius, extrets de Prudenzio[14]
- El seu predecessor, el papa Pius IV, havia començat la revisió de la Vulgata, nomenant una comissió de cardenals i confiant-li la consulta dels manuscrits. Pius V va nomenar una segona comissió (1569), que va ampliar la consulta dels manuscrits i va examinar acuradament els textos originals.[15]
- Fou protector i promotor de la música religiosa. Complint el dispost pel concili de Trento reformant els cants sagrats, encarregà al compositor Giovanni Animuccia la composició dels himnes i motets destinats a la capella pontifical. Fou admirador i protector de Giovanni Pierluigi da Palestrina.

#### Relacions amb els jueus i els valdesos

##### La institució del gueto romà
Si Espanya, la gran potència catòlica de l'època, havia expulsat els jueus del seu territori, renunciant així a convertir-los, la Santa Seu va prendre un altre camí. De fet, Pius V va decidir mantenir els jueus en territori italià, amb l'objectiu de la seva conversió. Es va triar el model venecià. A la ciutat de la llacuna els jueus que van arribar després de les expulsions espanyoles van quedar confinats a una illa Els jueus romans van ser tancats al gueto, situat en una zona concreta del barri de Sant'Angelo , del qual van ser expulsats els cristians. També es van veure obligats a assistir a sermons (proporcionats per frares dominics) dirigits a la seva "redempció". Per tant, en el projecte papal, l'esperada conversió hauria arribat al final d'un llarg procés de desgast
El 19 de gener de 1567 el pontífex va publicar la butlla Cum nos nuper, amb la qual va revocar moltes concessions de Pius IV: va obligar els jueus a vendre totes les seves propietats i propietats adquirides durant el pontificat del seu predecessor.El 26 de febrer de 1569 va publicar la butlla Hebraeorum gens, que sancionava l'expulsió de tots els jueus dels Estats Pontificis , amb l'excepció d'aquells que acceptaven residir als guetos de Roma, Ancona i Avinyó . Els jueus residents als centres més propers a Roma van emigrar al gueto romà, que en pocs anys es va sobrepoblar.

##### La massacre dels valdenses a la Guàrdia Piemontesa
Al capdavant del Sant Ofici, el cardenal Ghislieri, havent sabut que els valdesos de Calàbria havien cridat mestres protestants des de Ginebra, sol·licitant-los directament a Calví, va encarregar al bisbe de Lesina Orazio Greco d'investigar la doctrina dels valdesos i el va dotar de poders inquisitorials. L'informe de Lesina confirmava la gravetat dels fets, pels quals els valdesos de Guardia Piemontese i San Sisto van ser sotmesos a mesures forçades, que a poc a poc es van anar fent més estrictes, des de l'obligació d'escoltar la predicació, fins a l'abjuració. Fins i tot després d'haver abjurat, alguns van continuar professant heretgia i es van negar a portar l'hàbit groc amb què els que havien abjurat estaven obligats a vestir. Va persistir un clima de revolta a Guardia Piemontese i San Sisto: alguns van fugir, mentre que altres van ser empresonats. Van intervenir les tropes del virrei de Nàpols Pedro Afán de Ribera: Gian Luigi Pascale, jutjat a Roma, va ser cremat a la foguera el 16 de setembre de 1560, per haver seduït la població de la Guàrdia Piemontesa per abraçar l'heretgia. El 9 de febrer de 1561 el Sant Ofici va emetre un decret que preveia moltes limitacions a les llibertats dels valdesos, que van reaccionar rebel·lant-se o fugint. Les tropes del virrei, dirigides per Marino i Ascanio Caracciolo, van calar foc a les ciutats, però van ser atacades per la població de San Sisto en un estret congost i van patir una cinquantena de pèrdues. Els Caracciolos, que van entrar aleshores a la Guàrdia Piemontesa, van condemnar a mort 150 valdesos per rebel·lió, portar armes i heretgia: 86 o 88 persones van ser executades l'11 de juny de 1561. Centenars més van ser empresonats.

#### Disposicions relatives a l'ètica i la moral cristianes

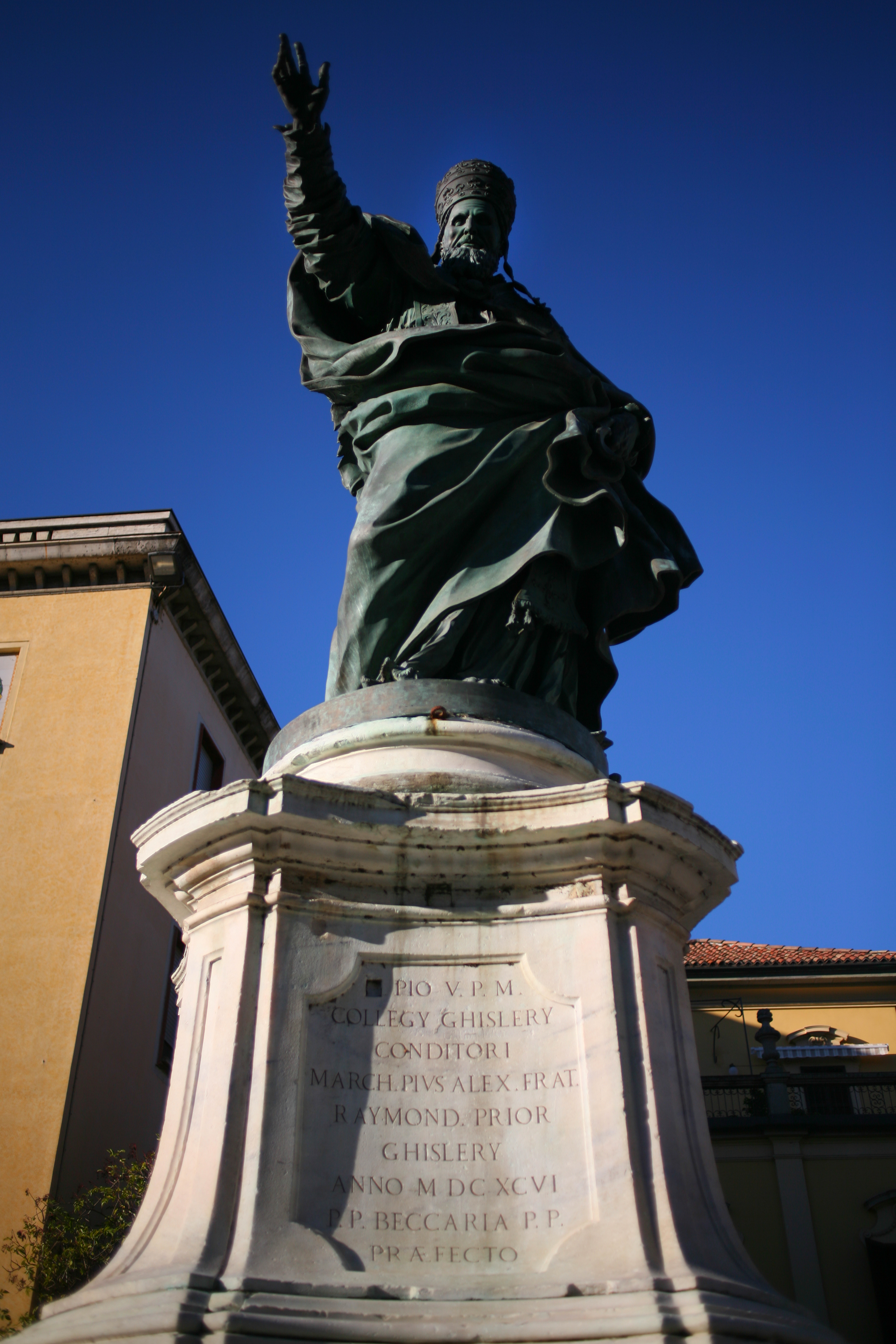
Estàtua de Pius V Estàtua de Pius V situada davant del col·legi Ghislieri, obra de Francesco Nuvolone.

- El 30 d'agost de 1567, Pius V publica la butlla Romani pontificis, amb la qual prohibeix als colonitzadors europeus residents a les "Índies Orientals i Occidentals" la pràctica de la poligàmia i la bigàmia;
- L'1 de novembre del mateix any va publicar la constitució apostòlica De salute, amb la qual va prohibir la tauromàquia i el maltractament dels animals per part dels humans;
- Va prohibir la mendicitat (febrer de 1567 i gener de 1570);
- El 30 d'agost de 1568 el pontífex va emetre la butlla Horrendum illud scelus, en la qual condemnava fermament la sodomia (definida com a dirum nefas) en el clergat, tant secular com regular;
- Va ordenar que les prostitutes residissin en una zona concreta de Roma, anomenada l'Hortaccio,[19] sota pena d'expulsió de la ciutat. També va expulsar de Roma diverses cortesanes;
- Durant el seu pontificat, Pius V va preveure el repartiment d'aliments i diners als pobres i va afavorir la fundació de nombroses institucions dedicades a la seva assistència, com el Monte di Pietà i els hospitals de San Pietro i Santo Spirito.[20] Durant la fam de 1566 i les epidèmies que van seguir, va fer repartir importants sumes als necessitats i organitzar serveis sanitaris. Per recaptar les grans sumes necessàries, va prendre mesures per eliminar qualsevol despesa superflua, fins i tot tenint la roba dels seus predecessors adaptada a la seva alçada. Va premiar l'Associació de Fatebenefratelli, que s'havia distingit per la caritat cristiana durant la fam, elevant-la a orde religiosa el 1572.

#### Altres documents del pontificat

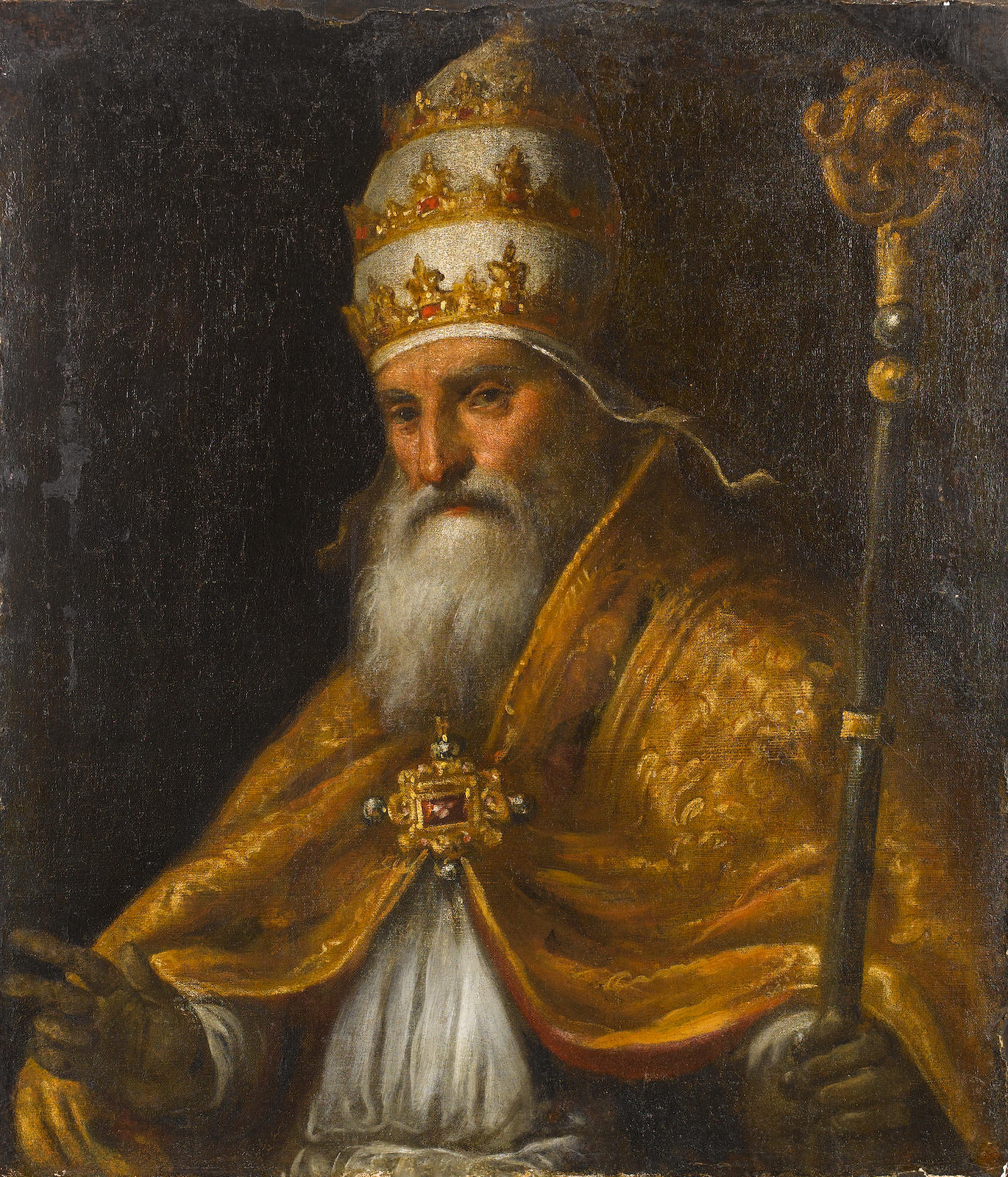
Papa Pio V, per Jacopo Palma el Jove

- L'any 1568 Pius V va publicar la butlla In coena Domini, un recull de disposicions sobre la protecció de la fe i la lluita contra les heretgies que s'havien dictat des del segle xiii. Per costum, la butlla es publicava el Dijous Sant[21] A la formulació senzilla s'hi van afegir algunes paraules relatives als impostos i els drets: l'Església condemnava l'abús d'impostos als regnes catòlics. El Regne de Nàpols va bloquejar la publicació de la butlla al seu territori.
- Pius V rehabilità el cardenal  Carlo Carafa (26 de setembre de 1567), que havia estat condemnat a mort pel seu predecessor Pius IV;
- El 1566 va publicar l'edició impresa del Catecisme Romà. Va confiar la seva edició a tres dominics. Va ser reimprès dos anys després.
- El mateix any publica la constitució apostòlica Super Gregem Dominicum amb la qual prescriu que el malalt, després d'haver estat examinat pel metge, s'ha de confessar en un termini de tres dies.
- Va ordenar als sacerdots que s'instal·lessin a la parròquia que els havia assignat;
- Es va imposar als bisbes un examen previ per comprovar-ne la idoneïtat: el pontífex va crear una comissió per examinar i avaluar els seus nomenaments (3 de maig de 1567).

#### Relacions amb els monarques europeus
La intransigència, la inflexibilitat i el zel que el Papa va demostrar en les seves relacions amb els poderosos europeus de l'època li van donar molts adversaris. El nou pontífex va veure reconegudes les decisions del Concili de Trento a Itàlia, Alemanya, Polònia i Portugal ; entre els reis catòlics, només el rei de França es va negar. Felip II d'Espanya va aplicar els decrets conciliars només amb la condició que no entressin en conflicte amb les seves pròpies prerrogatives reials.
El 1566 el Papa va crear una xarxa d'informadors formada per agents situats a totes les corts europees i sicàires amb l'objectiu de contrarestar els protestants per tots els mitjans. S'anomenava la "Santa Aliança" i es considera el primer servei secret pontifici.
Sacre Imperi Romanogermànic
El pontífex va enviar el cardenal Gian Francesco Commendone a Alemanya com a legat papal , intentant evitar que l'emperador Maximilià II s'escapés de la jurisdicció de la Santa Seu.
Regne de França
Pius V va ajudar Francesc II a reprimir els hugonots. El 1569 va enviar 6.000 homes sota el lideratge de Sforza I Sforza, comte de Santa Fiora. Caterina de Mèdici, reina consort d'origen florentí, va enviar una carta al pontífex (28 de març de 1569) en la qual temia el risc que el conflicte pogués degenerar en una guerra civil. El pontífex va escoltar els seus consells i va acceptar la pau, que va ser signada el 8 d'agost de 1570 (Pau de Saint-Germain). Posteriorment, va nomenar l'expert Anton Maria Salviati (antic bisbe de Saint-Papoul) com a nunci a França i va enviar el seu nebot el cardenal Michele Bonelli com a llegat apostòlic.
Regne d'Anglaterra
El 25 de febrer de 1570 el Papa va excomunicar la reina d'Anglaterra Isabel I Tudor per heretgia, jutjant també que havia perdut el dret a governar Regnans in Excelsis). Amb aquesta decisió la Santa Seu va trencar les relacions oficials amb el Regne d'Anglaterra, que es van reprendre només al segle xx. El Papa va donar suport a la reina catòlica d'Escòcia, Maria I Estuard.

#### Contrarestar l'expansionisme otomà
L'any 1571 els otomans van conquerir successivament les dues principals ciutats de l'illa de Xipre: Nicòsia i Famagusta, aquesta última defensada heroicament pel venecià Marcantonio Bragadin que, després de la rendició, va ser desollat viu. Pius V, entenent com l'avanç turc representava una amenaça per a la llibertat d'Europa, es va comprometre amb tenacitat a organitzar una coalició dels principals països europeus. Així es va constituir la Lliga Santa, que el pontífex va posar sota la protecció de la Mare de Déu. La Lliga Santa va organitzar la flota que després va derrotar els otomans a la famosa batalla de Lepant (7 d'octubre de 1571). Dos dies abans de l'anunci oficial, el Papa hauria rebut la notícia de la victòria per un mitjà sobrenatural, comunicant-la als cardenals que es trobaven a Roma reunint-se amb ell, i ordenant que les campanes de les esglésies romanes sonessin fort.
L'any següent, el 7 d'octubre es va celebrar el primer aniversari de la victòria a Lepant. Pius V va consagrar la victòria obtinguda «...per intercessió de l'augusta Mare del Salvador, Maria», anomenant el dia 7 d'octubre «Nostra Senyora de la Victòria», rebatejada posteriorment pel papa Gregori XIII a Mare de Déu del Rosari. El Senat venecià va fer pintar l'escena de la batalla a la sala de reunions amb la inscripció: Non la forza, non le armi, non i comandanti, ma il Rosario di Maria ci ha resi vittoriosi! ("Ni força, ni armes, ni comandants, però el Rosari de Maria ens ha fet vencedors!").

#### Govern dels Estats pontificis
El document més important pel que fa a l'administració dels territoris papals va ser la butlla Admonet nos (29 de març de 1567), que declarava la inalienabilitat de les terres de l'Església i la prohibició d'enfeudar-les. A més d'afirmar els drets de l'Església, la butlla també va tenir l'efecte de posar fi al període conegut com a "gran nepotisme", és a dir, el traspàs per part del pontífex de grans jurisdiccions als seus familiars, una pràctica que havia demostrat ser un presagi de residus.

#### Relacions amb altres estats italians

Batalla de Lepant

##### Prohibitio alienandi et infeudandi civitates et loca Sanctae Romanae Ecclesiae
El 23 de maig de 1567 Pius V publica la butlla Prohibitio alienandi et infeudandi civitates et loca Sanctae Romanae Ecclesiae. Amb ella, el Papa va prohibir als fills il·legítims la investidura dels feus de l'Església. Per a algunes famílies nobles, que administraven feus eclesiàstics com la família Este, la disposició va tenir efectes decisius. Quan el duc Alfons II d'Este va morir sense descendència directa l'any 1597, el seu successor al tron papal , el papa Climent VIII, va desatendre la condició de descendent legítim del seu hereu Cesare d'Este, li va negar la investidura, el va excomunicar i va reclamar. control de la ciutat de Ferrara i dels seus dominis des dels Estats Pontificis, implementant la devolució de Ferrara el 1598.

##### Elevació del Ducat de Florència al Gran Ducat de Toscana
El 21 d'agost de 1569 el pontífex va concedir a Cosme I de Mèdici el títol de Gran Duc de Toscana, recompensant-lo pel seu zel en la lluita contra l'heretgia i pel seu compromís en la guerra de França contra els hugonots. Això d'altra banda no va ser exempt de conseqüències, ja que formalment la República de Florència formava part del Sacre Imperi Romanogermànic i l'adjudicació del títol hauria hagut d'obtenir el consentiment previ dels Habsburg, governants de l'imperi. Maximilià II, de fet, va fer una protesta formal, a la qual el papa va respondre nomenant una comissió especial presidida pel cardenal Giovanni Gerolamo Morone. Posteriorment el títol de Gran Duc va ser confirmat pel mateix Maximilià II.

#### Pius V i la cultura

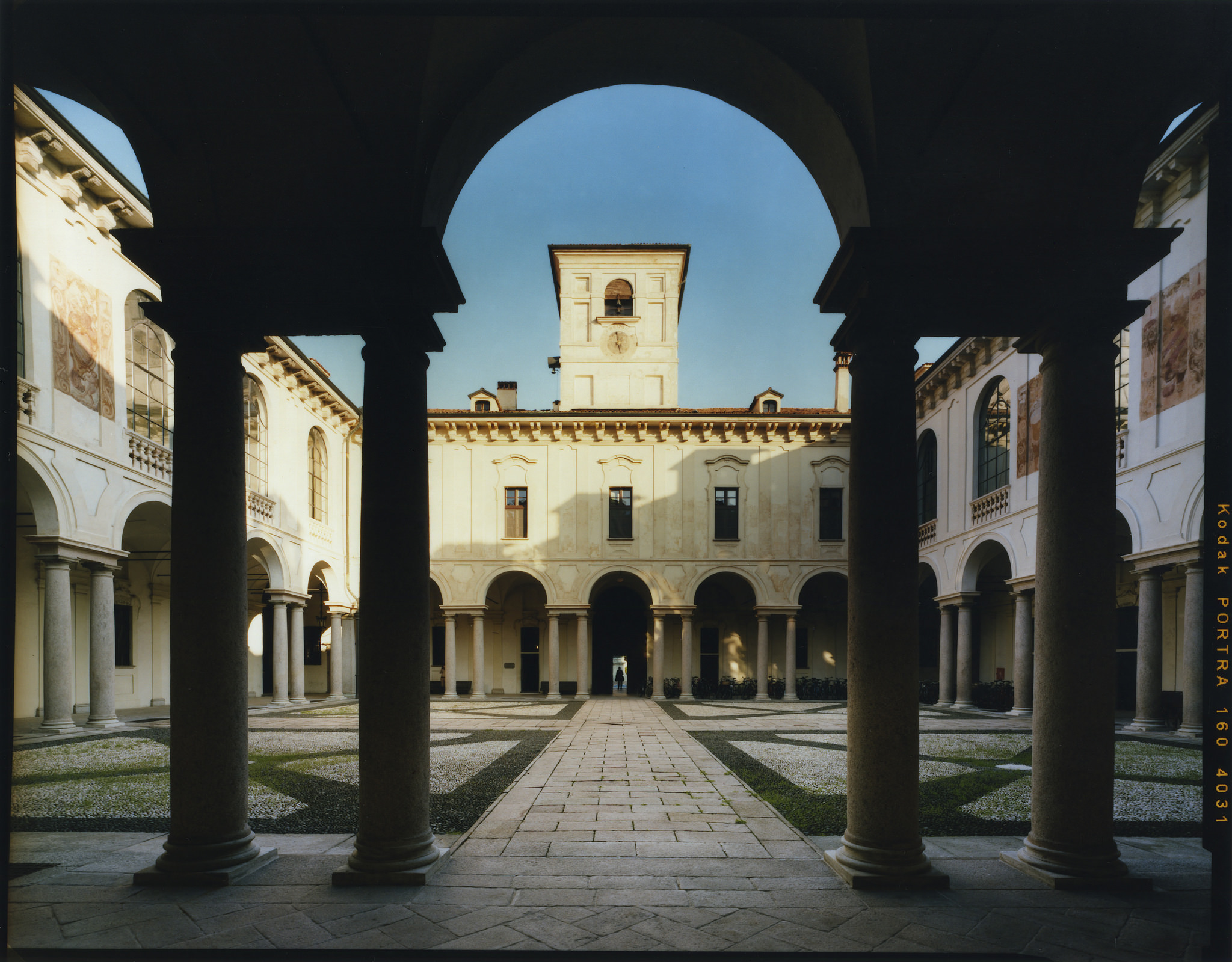
Pavia, col·legi Ghislieri.

- Augmentà la mida del jardí botànic de Roma, confiant la seva cura a Michele Mercati (1568).
- El 1567 va fundar a Pavia una institució benèfica per a estudiants mereixedors, el Collegio Ghislieri, que encara avui, mitjançant un concurs públic, acull alguns dels millors estudiants de la Universitat de Pavia.
- L'abril de 1571 Pius V va nomenar Giovanni Pierluigi da Palestrina mestre de la Cappella Giulia (ja havia ocupat aquest càrrec des del 1551 fins al 1554);
- Cal dir que, a causa de les estrictes regulacions sobre l'edició de llibres, molts llibreters i impressors van abandonar Roma i es van traslladar a un altre lloc.

#### Lluita contra el nepotisme
Pius V era un rígid oponent del nepotisme. Als nombrosos familiars que es van reunir a Roma amb l'esperança d'algun privilegi, Pius V va dir que un parent del Papa es pot considerar prou ric si no experimenta la pobresa. Com que els cardenals consideraven adequada la presència d'un nebot del Papa al Col·legi dels Prínceps de l'Església, Pius V es va permetre persuadir de donar la porpra a Michele Bonelli, nebot d'una de les seves germanes i també dominic, sempre que l'ajudés en els afers En canvi, va permetre que Paolo Ghislieri, fill del seu germà, s'incorporés a la milícia papal, però fins i tot el va expulsar de l'estat tan bon punt va saber que cultivava relacions amoroses il·lícites.

### Diòcesis erigides per Pius V

#### Noves diòcesis
10 de maig de 1570 (butlla Super specula militantis Ecclesiae):
- Diòcesi de Còrdova (a l'Argentina, el territori va ser obtingut de la diòcesi de Santiago de Xile);
- Diòcesi de Tucumán (a l'Argentina , el territori derivava de la diòcesi de Santiago de Xile ).

9 de juny de 1570 (butlla Super cunctas):
- Diòcesi d'Elvas (a Portugal, el territori va derivar de la diòcesi de Ceuta i de l'arxidiòcesi d'Évora)

1 d'agost de 1571 (butlla Illius fulciti ):
- Diòcesi de Ripatransone (a les Marques , el territori s'obté de les diòcesis circumdants (Fermo, Ascoli Piceno i Teramo).

#### Restauració d'ubicacions suprimides
20 d'octubre de 1570: diòcesi d'Ortona (suprimida abans de l'any 1000).

#### Separació de diòcesis
18 de juny de 1571: neixen les diòcesis de Jaca i Osca de la diòcesi d'Osca i Jaca .

#### Consistoris per a la creació de nous cardenals
El papa Pius V durant el seu pontificat va crear 21 cardenals durant 3 consistoris diferents.

#### Canonitzacions
Pius V va proclamar sant Iu de Chartres (1040-1115) el 18 de desembre de 1570 .
Amb la butlla Mirabilis Deus, l'11 d'abril de 1567 va proclamar a Tomàs d'Aquino doctor de l'Església, obligant a totes les universitats a estudiar la Summa Theologiae i promoure l'edició de l'opera omnia del sant el 1570.
El 20 de setembre de 1568 va declarar doctors de l'Església : Basili el Gran, Atanasi el Gran, Joan Crisòstom i Gregori de Nazianz.

### Mort i enterrament

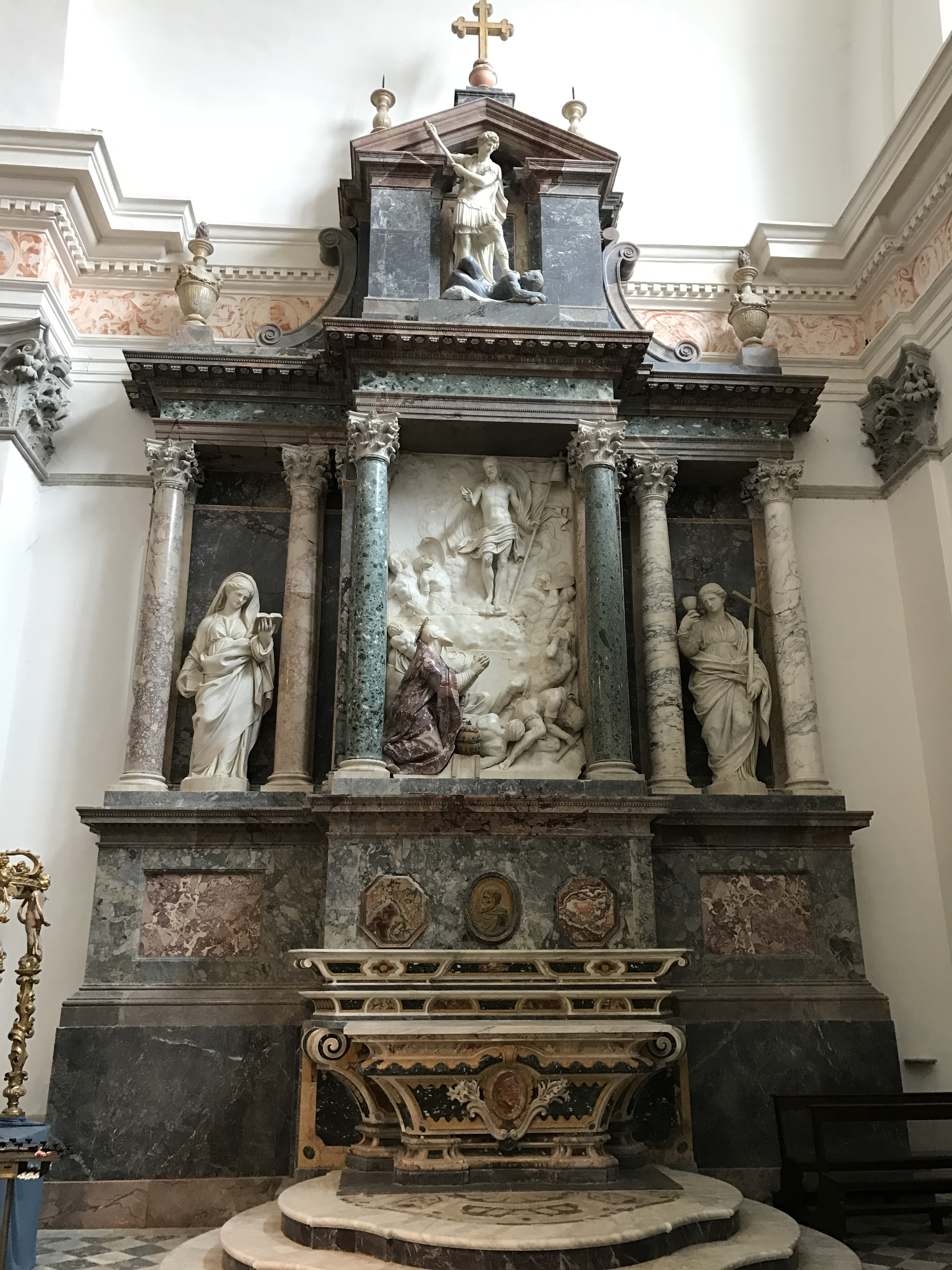
Cenotafi de Pius V a l'església de la Santa Creu de Bosco Marengo

Pius V, esgotat per una hipertròfia prostàtica severa de la qual, per modèstia, no va voler ser operat, va morir el vespre de l'1 de maig de 1572, als 68 anys, després d'haver dit als cardenals reunits al voltant. el seu llit: "Us recomano la santa Església que tant estimava! Intenta triar-me un successor zelós, que només busqui la glòria del Senyor, que no tingui altres interessos aquí baix que l'honor de la Seu Apostòlica i el bé del cristianisme". Sovint s'informa erròniament que va ser el primer Papa a vestir-se de blanc, volent portar l' hàbit dominicà fins i tot després de la seva elecció com a Summe Pontífex; en realitat els Papes ja feia segles que portaven la sotana blanca i el Papa Pius V es va limitar a portar l'hàbit blanc del seu orde sota la túnica papal.
Va ser enterrat a la Basílica Vaticana. El 9 de gener de 1588 les seves restes van ser traslladades a la basílica de Santa Maria la Major de Roma.
Pius V segueix sent l'únic piemontès que ha estat elevat al tron de Pere durant els primers dos mil anys del cristianisme (al tercer mil·lenni el papa Francesc va pujar al tron papal, que tanmateix és només piemontès per ascendència).

### Biografies i agiografies
- Girolamo Catena, Vita del gloriosissimo papa Pio quinto, Roma, 1587 versione digitalizzata
- Antonio de Fuenmayor, Vida y hechos de Pio V pontifice romano, Madrid, 1595 versione digitalizzata
- Giovanni Antonio Gabuzio, De vita et rebus gestis Pii V Pontificis Maximi, Roma, 1605 versione digitalizzata
- Lodovico Jacobilli, Vite del santiss. sommo pontefice Pio V, del b. Bonaparte, della b. Filippa, Todi, 1661 versione digitalizzata
- Agazio di Somma, La vie du pape Pie V, traduzione di André Félibien, Paris, 1672 versione digitalizzata
- Jean-Baptiste Feuillet, Vie du très saint pape Pie V, Paris, 1674 versione digitalizzata
- Paolo Alessandro Maffei, Vita di S. Pio V, Venezia, 1712 versione digitalizzata
- François van Ortroy, Le pape saint Pie V in Analecta Bollandiana, 33 (1914), pp. 192–215
- Ludwig von Pastor, Storia dei papi dalla fine del medio evo, volume VIII, Roma, Desclée & C., 1951
- Tommaso Maria Minorelli, Vita di San Pio V, a cura di Fabio Gasti, Pavia, Ibis Edizioni, 2012, ISBN 978-88-7164-433-2